# Christiánie
Christiánie, známá také jako Svobodné město Christiania (dánsky Fristaden Christiania, anglicky Freetown Christiania) je polonezávislá anarchistická komuna ležící na území Dánska. Prohlásila se autonomní oblastí 26. září 1971 a nachází se ve čtvrti Christianshavn v dánském hlavním městě Kodani. Má asi 850 obyvatel a její území zaujímá rozlohu 34 hektarů, hustota osídlení činí 2500 obyv./km².
Christiánie se pokládá za samostatný mikronárod, který není součástí EU. Používá vlastní měnu, løn. Hlavním zdrojem příjmů pro Christiánii je vybírání vstupného od turistů, pořádání koncertů, prodej ekologicky pěstované zeleniny a výrobků uměleckých řemesel. Christiánie má také zaměstnance dozírající na pořádek, kteří mají mimo jiné právo na kuřáckou přestávku každou čtvrthodinu.

## Historie
Koncem šedesátých let bylo rozhodnuto o zrušení kasáren v kodaňském předměstí Christianhavn. Do opuštěných baráků se nastěhovali příslušníci hippies a 26. září 1971 vyhlásil novinář Jacob Ludvigsen areál za experimentální samosprávnou squatterskou komunu. Ustanovil místní radu a vyhlásil zákony, jako je právo užívat marihuanu a hašiš (nikoli „tvrdé drogy“), právo stavět bez povolení (což dalo vzniknout svérázné architektuře, připomínající české zahrádkářské kolonie), toleranci homosexuality, společné hospodaření, zákaz nošení zbraní a zákaz motorových vozidel. Liberální systém v Christiánii začali využívat zločinci a narkomani, což vedlo k několika policejním raziím (největší v roce 1979). Dánská vláda používala Christiánii jako důkaz své osvícenosti, ale na druhé straně byla terčem kritiky zejména ze strany Švédska, že povoluje obchodování s drogami. V roce 1989 byl vydán speciální zákon, legalizující existenci Christiánie, zároveň úřady společně s obyvateli komuny vypracovaly tzv. Zelený plán, řešící otázky nájmů, hluku, odpadu a podobně. V roce 2004 byla zrušena tolerance obchodu s marihuanou a vláda přitvrdila akce proti Christiánii. 
I když Christiánie pokračuje ve své existenci, tak existuji problémy týkající se cen bydlení, distribuce drog, odvozu odpadů aj., viz např.

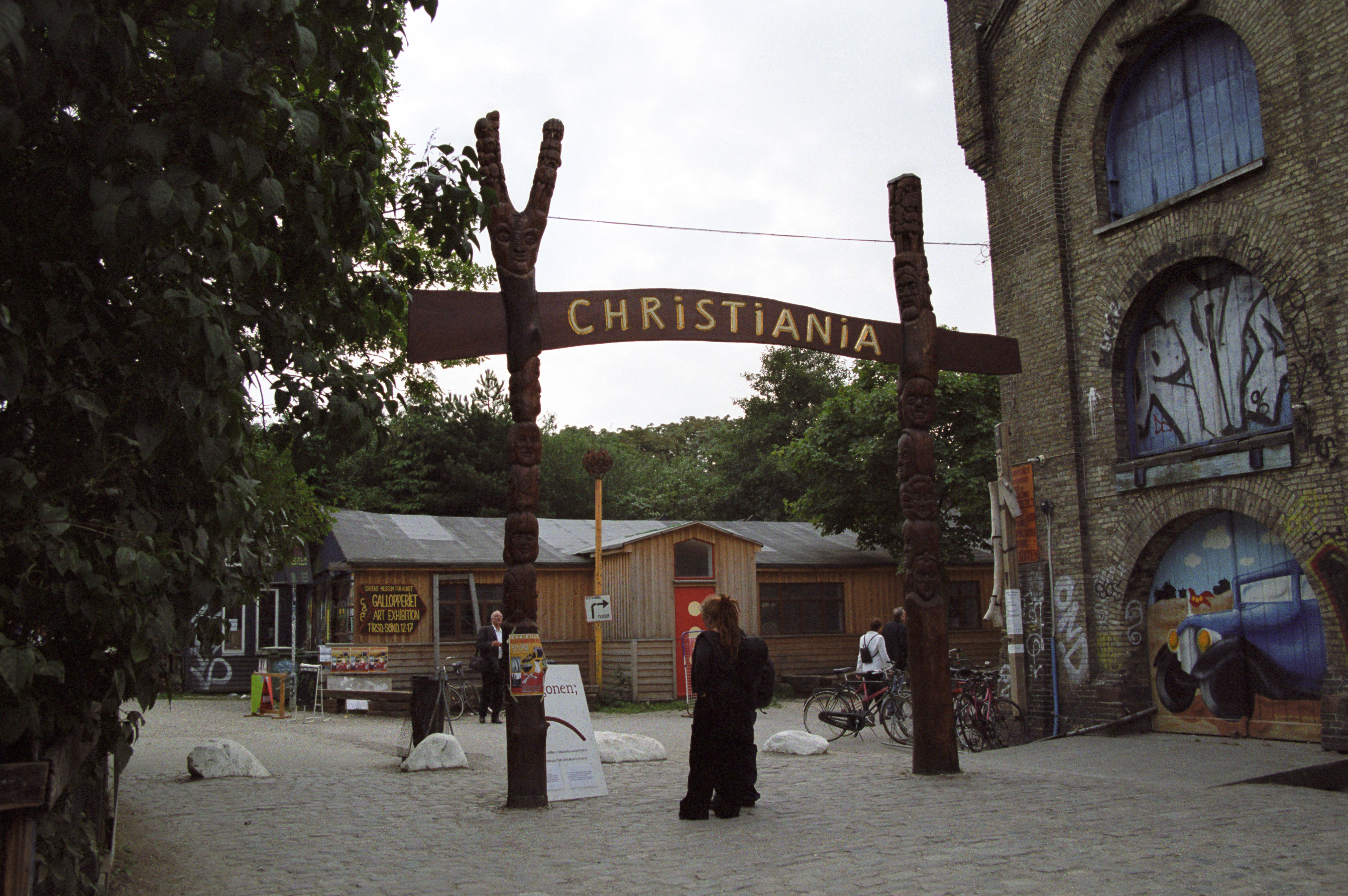
Vstup do Christianie

„Cílem Christianie je vytvořit samosprávnou společnost, kde má každý jednotlivec vlastní odpovědnost za blaho celého společenství. Naše společnost chce být ekonomicky soběstačná, a jako taková se snaží být vytrvalá v našem přesvědčení, že psychickou a fyzickou bídu lze odvrátit.“

## Symboly
Vlajka Christiánie je červená se třemi žlutými kruhy. Barvy jsou dány tím, že při záboru kasáren byly nalezeny plechovky se žlutou a červenou barvou. Tři kruhy symbolizují tři tečky nad i ve slově Christiania. Hymnou Christiánie je píseň dánské skupiny Bifrost I kan ikke slå os ihjel.

## Populární kultura

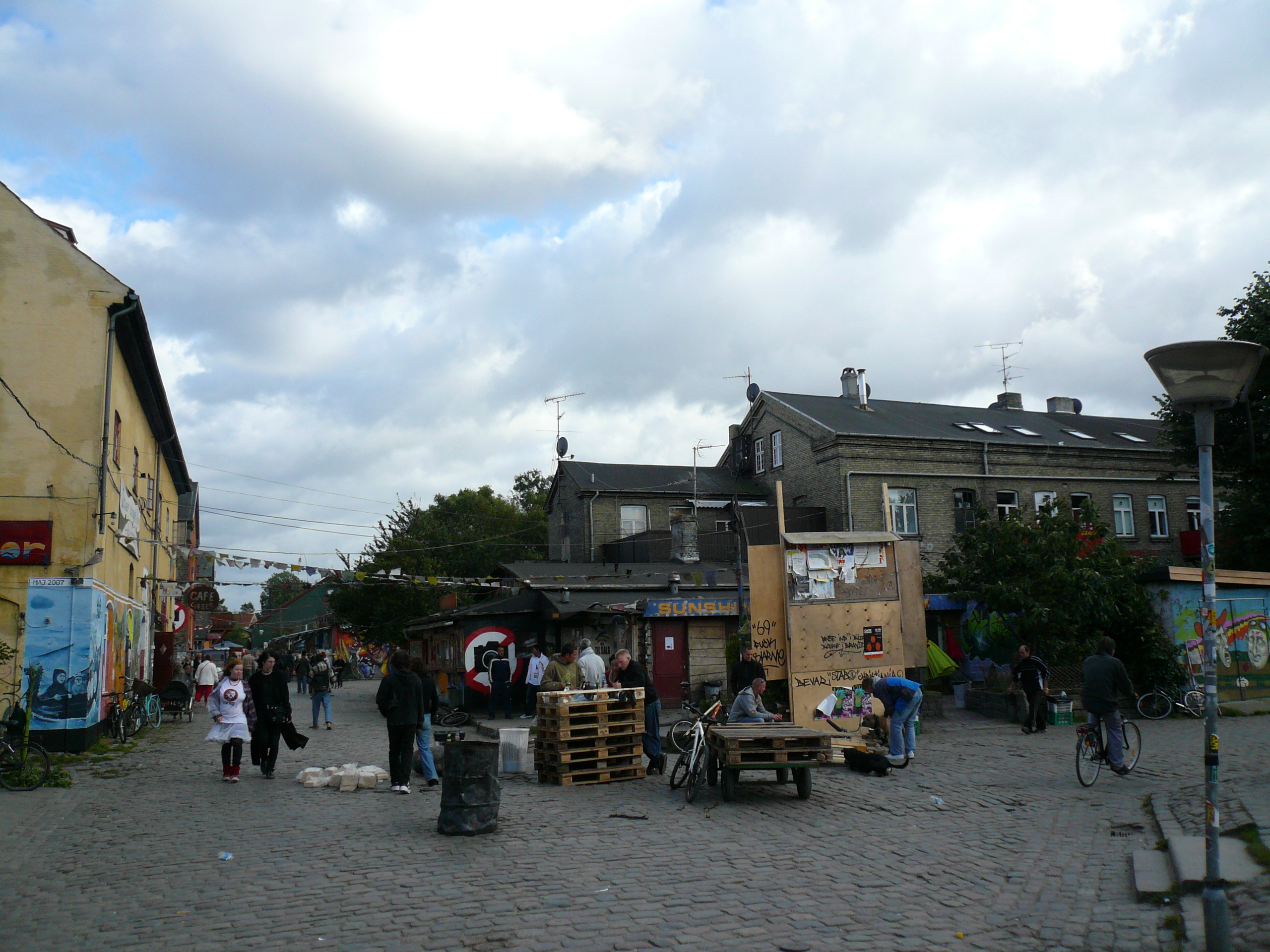
Hlavní tepnou Christiánie je Pusher Street

Christiánie přitahuje nonkonformní intelektuály, tuláky a buskery z celého světa. Dánský režisér Nils Vest natočil dokumentární film Christiánie, máš moje srdce. Slovenská punková skupina Davová psychóza složila píseň Christiánia.